# Здание главного почтамта (Белград)
Здание Главного почтамта (серб. Палата Главне поште) в Белграде находится на пересечении улиц Таковской и Бульвара короля Александра, в непосредственно близости от здания Народной скупщины, зданий Администрации Президента Сербии (здание Нового дворца) и Мэрии города Белграда (здание Старого дворца). Является одним из самых представительных зданий важнейшего государственного учреждения почтовой связи и услуг. Здание построено в период с 1935 по 1938 года как здание для размещения Почтового сберегательного банка, Главного почтамта и Главного телеграфа. С момента завершения работ до настоящего времени часть здания, расположенная на улице Таковской, проектированный для размещения Главного почтамта, не менял своего основного назначения. С другой стороны, часть здания, расположенная на Бульваре короля Александра, в которой был размещен Почтовый сберегательный банк, в период с 1946 по сентябрь 2006 года использовали для размещения Народного банка вплоть до его переезда в новой здание на площади Славия, потом с 2003 года в этой части здания располагались отдельные министерства Республики Сербии, а с 2013 года его использует Конституционный суд Сербии. В том же, 2013 году Здание Главного почтамта было признано памятником культуры.

## История строительства
Главный почтамт, который начал работать давно, в сороковые годы XIX века, представлял собой высшее почтовое учреждение не только в Белграде и Сербии, но и на территории всего Королевства СХС, позднее Королевства Югославия. С другой стороны, Почтовый сберегательный банк начал работать 1 октября 1923 года в здании «Москва» на улице Теразие. Несмотря на то, что Почтовый сберегательный банк являлся молодым учреждением, всего лишь через несколько лет своей деятельности он стал одним из самых популярных финансово-кредитных учреждений всей страны, в связи с чем помещения здания «Москва» стали слишком тесными для его деятельности. Решение проблемы улучшения размещения обоих учреждений власти увидели в строительстве единого здания, в котором размещались бы и Главпочтамт, и Почтовый сберегательный банк.
Несмотря на все предпринимаемые попытки строительства зданий, предназначенных для почтовой связи, строительство здания Главного почтамта пришлось ждать вплоть до начала четвертого десятилетия XX века. Всеюгославский конкурс на разработку проекта здания Почтового сберегательного банка и Главного почтамта и телеграфа в Белграде был объявлен в 1930 году. Из пятнадцати поступивших на конкурс работ, авторами которых являлись архитекторы всех регионов страны, а также те, кто обучался и работал заграницей, в сентябре 1930 года были выбраны и награждены три проекта и четыре были выкуплены. Первую премию получил совместный проект загребских архитекторов Йосипа Пичмана и Андрии Барани, основанный на принципах современной архитектуры, вторая премия также была присуждена современному проекту словенского архитектора Ацо Ловренчича. Но вскоре власти отказались от реализации получившего первую премию проекта, поскольку начало 30-х годов XX века ознаменовалось экономическим кризисом в Европе. Вторая причина заключалась в том, что высшие представители власти страны не были довольны выбранным проектом архитектора Пичмана, который, по их мнению, не отвечал требованиям, предъявляемым к строительству общественных зданий представительной и монументальной архитектуры. Несложное оформление и простота фасадов проекта Пичмана не вписывались в господствующую строительную концепцию, требующую, чтобы архитектура общественных зданий своими роскошными фасадами, оформляемыми в стиле академизма, выражала мощь, процветание и государственность молодого югославского королевства. Непосредственно по окончании конкурса было принято решение о внесении Министерством строительства изменений в проект, получивший первую премию. Разработка эскизов была поручена архитектору Димитрию М. Леко, причем в министерстве был организован внутриведомственный конкурс на разработку новых чертежей фасадов здания, в результате которого лучшие оценки получило предложение архитектора Василия Андросова. Однако и после принятия нового проекта архитектора Андросова до начала строительства здания пришлось ждать ещё пять лет. После того, как в 1934 году было получено разрешение на строительство, только 17 августа 1935 года состоялось торжественное освящение краеугольного камня. Работы по возведению этого важного для тогдашнего Белграда здания продолжались целых три года и были завершены 10 октября 1938 года.

## Архитектура
Архитектура здания Почтового сберегательного банка, Главного почтамта и Главного телеграфа в Белграде отражает общественные, политические, стилистические и эстетические обстоятельства, господствовавшие в области художественного творчества в целом в период между двумя мировыми войнами. Она основывается на сочетании проекта, выполненного в стилях модернизма и функционализма, и представительного оформления фасадов в стиле академизма. Новый проекта Андросова в значительной степени опирался на первоначальное конкурсное решение, что больше всего отражается в решении плана и в планировке помещений. Взаимоотношения масс, расположение здания по отношению к улице, контур асимметричного решения плана, а также место и число входов сохранились полностью из первоначального проекта. Все фасады свободно стоящего здания перекомпонованы согласно принципам монументальной академической архитектуры, характерной для строительства Белграда 4-го десятилетия XX века, в то время как вместо простых фасадов, выполненных в сочетании стекла и бетона, автор предусмотрел облицовку гранитными блоками и искусственным камнем. Выступающий центральный ризалит главного фасада не только разделяет фасад на две неодинаковые асимметричные части, но и отражает внутреннее функциональное разделение здания. Ризалит выполнен как передний фасад, подчеркнутый главным порталом в зоне первого этажа, продолговатыми дорическими колоннами в зоне от третьего до шестого этажа, и характерной часовой башней в высшей зоне. Приспосабливание современной концепции плана сооружения к его представительному академическому внешнему виду отражает общепринятую позицию тогдашней власти, согласно которой монументальный характер общественных зданий, оформляемых в стиле высокого академизма, должен был визуально выразить мощь и процветание нового югославского государства и Белграда в качестве его столицы. Являясь зданием, в котором размещалось центральное и важнейшее почтовое учреждение Королевства Югославии, здание Главного почтамта является важным свидетельством развития почтовой службы и её деятельности с момента создания до настоящего времени. С другой стороны, благодаря своему примечательному расположению на пересечении двух важных магистралей города, оно является одним из важных визуальных реперов центра города. В то же время монументальность здания и представительность внешней отделки относят его к важным примерам академической архитектуры Белграда.